# Kazimierz Ślaski
Kazimierz Ślaski, właśc. Kazimierz Maria Józef Ludwik Ślaski również Slaski herbu Grzymała (ur. 21 listopada 1912 w Orłowie, zm. 14 czerwca 1990 w Poznaniu) – polski historyk, badacz dziejów Pomorza, profesor nadzwyczajny Instytutu Historii Polskiej Akademii Nauk.

## Życiorys
Urodził się 21 listopada 1912 w rodzinnym majątku Orłowo w rodzinie znanego działacza gospodarczego na Pomorzu, Jerzego Slaskiego herbu Grzymała (1881-1939) i Katarzyny z domu Mycielskiej herbu Dołęga (1888-1955).
Doktorat uzyskał na Uniwersytecie im. Mikołaja Kopernika w Toruniu. Był pracownikiem Instytutu Zachodniego, Wojewódzkiego Archiwum Państwowego w Poznaniu, Archwium Polskiej Akademii Nauk w Poznaniu , a od 1964 do 1982 był profesorem nadzwyczajnym Instytutu Historii Polskiej Akademii Nauk. Habilitował się w Instytucie Historii UAM w 1977 na podstawie rozprawy Tysiąclecie polsko-skandynawskich stosunków kulturalnych. Publikował książki jako Kazimierz Ślaski.
Zmarł 14 czerwca 1990 w Poznaniu. Został pochowany 22 czerwca 1990 na cmentarzu na Junikowie w Poznaniu (pole 35, kwatera 4, miejsce 5).

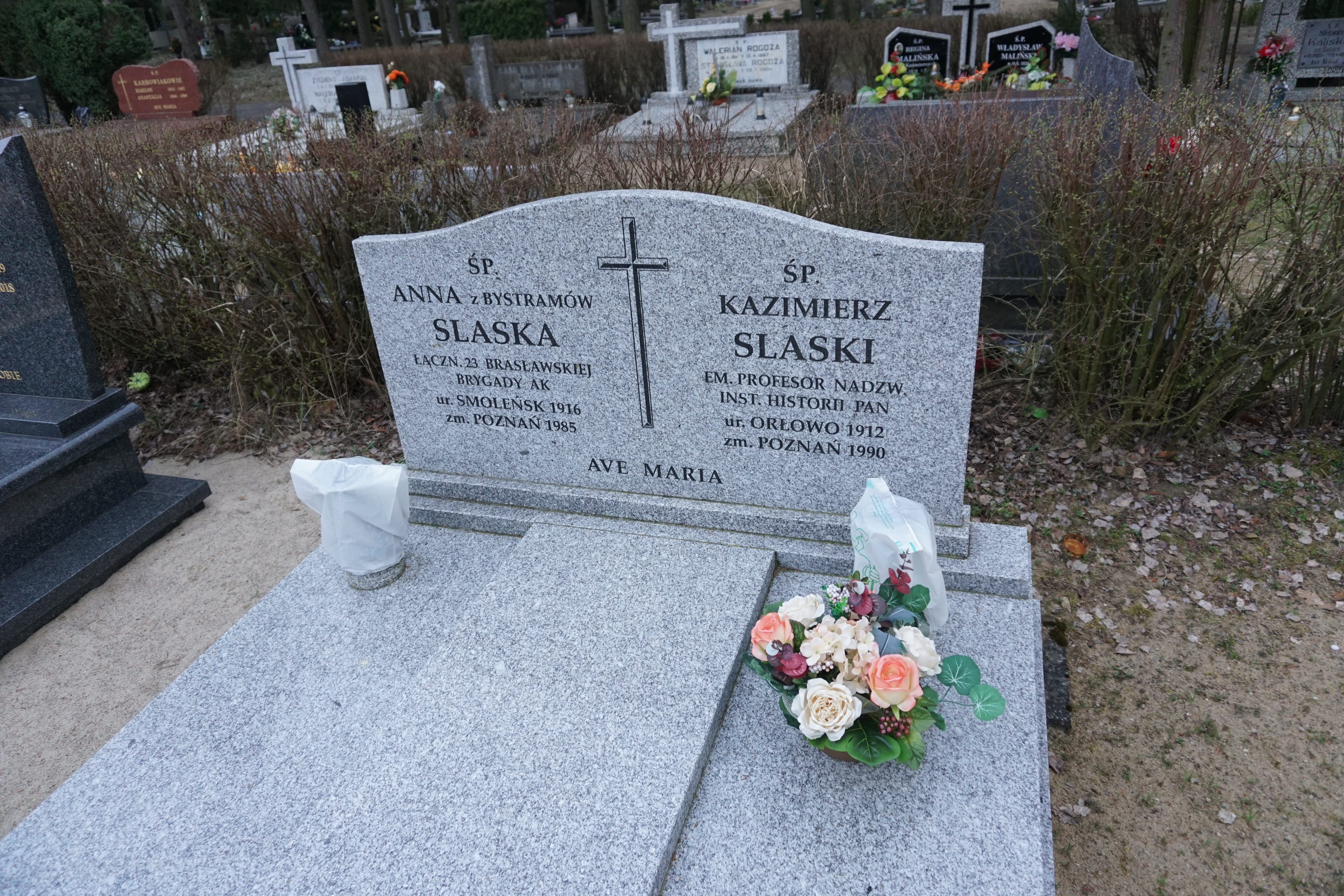
Grób prof. Kazimierza Ślaskiego na Cmentarzu Junikowskim (na nagrobku napisano ŚP. KAZIMIERZ SLASKI)

## Publikacje
Opublikował ponad 200 prac naukowych z zakresu historii Pomorza i Skandynawii. Są to m.in.:
- Dzieje ziemi kołobrzeskiej do czasów jej germanizacji, Toruń: nakł. Towarzystwa Naukowego, 1948[8].
- Przemiany etniczne na Pomorzu Zachodnim w rozwoju dziejowym, Poznań 1954.
- Podziały terytorialne Pomorza w XII–XII wieku, Poznań 1960
- Pomorze Zachodnie. Nasza ziemia ojczysta, Poznań 1960
- Z dziejów ziemi człuchowskiej: praca zbiorowa (redakcja), Poznań; Słupsk: Wyd. Poznańskie, 1967, Seria (Biblioteka Słupska; t. 16).
- Wątki historyczne w podaniach o początkach Polski, Poznań: Państwowe Wydawnictwo Naukowe, 1968, Seria (Prace Komisji Historycznej / Poznańskie Towarzystwo Przyjaciół Nauk. Wydział Historii i Nauk Społecznych; t. 24, z. 1)
- Poprzednicy Kolumba, Gdańsk: Wydawnictwo Morskie, 1969.
- Słowianie zachodni na Bałtyku w VII–XIII wieku, Gdańsk: Wydawnictwo Morskie, 1970.
- Historia Pomorza: opracowanie zbiorowe. T. 1, Do roku 1466. Cz. 2 (wspólnie z Benedyktem Zientarą), Poznań: Wydawnictwo Poznańskie, 1969; wyd. 2 uzup.: Poznań: Wyd. Pozn., 1972.
- Tysiąclecie polsko-skandynawskich stosunków kulturalnych, Wrocław: Zakład Narodowy im. Ossolińskich – Wydaw., 1977, Seria (Wydawnictwa Instytutu Bałtyckiego w Gdańsku. Seria Skandynawoznawcza; t. 4)
- Dawni żeglarze Oceanii, Gdańsk: Wydawnictwo Morskie, 1979.
- Beiträge zur Geschichte Pommerns und Pommerellens, Dortmund: Forschungsstelle Ostmitteleuropa, 1987[9].
- Historia Pomorza: opracowanie zbiorowe. T. 3 (1815–1850). Cz. 1, Gospodarka, społeczeństwo, ustrój (wspólnie ze Stanisławem Salmonowiczem i Bogdanem Wachowiakiem), Poznań: Poznańskie Towarzystwo Przyjaciół Nauk, 1993